# Песковский переулок
Песко́вский переу́лок — переулок в Центральном районе Санкт-Петербурга. Проходит от площади Восстания до 1-й Советской улицы. При длине менее 30 метров является самым коротким проездом Санкт-Петербурга.

## История
Наименован 16 апреля 1887 года по наименованию местности Пески, по которой проходил переулок.

## Объекты
К переулку не приписано ни одного адресного объекта:
- На западную сторону переулка боковым фасадом выходит гостиница «Октябрьская» (1-я Советская улица, 1);
- Восточную сторону переулка формирует боковой фасад дома № 120 по Невскому проспекту. Также на восточной стороне располагаются торговые киоски (фруктово-овощные, «Роспечать»).

## Транспорт
- Все маршруты наземного транспорта, следующие по Невскому, Лиговскому и Суворовскому проспектам (остановки вблизи площади Восстания).
- Станция метро «Площадь Восстания» (оба выхода — на площадь Восстания и на Московский вокзал).
- Московский вокзал

По переулку движение транспортных средств запрещено.